# Goven
Goven – miejscowość i gmina we Francji, w regionie Bretania, w departamencie Ille-et-Vilaine.
Według danych na rok 1990 gminę zamieszkiwało 2638 osób, a gęstość zaludnienia wynosiła 66 osób/km² (wśród 1269 gmin Bretanii Goven plasuje się na 218. miejscu pod względem liczby ludności, natomiast pod względem powierzchni na miejscu 149.).